# Обратные тригонометрические функции
Обра́тные тригонометри́ческие фу́нкции (круговые функции, аркфункции) — математические функции, являющиеся обратными к тригонометрическим функциям. К обратным тригонометрическим функциям обычно относят шесть функций:
- арксинус (обозначение: {\displaystyle \arcsin x;} число, синус которого равен {\displaystyle x})
- арккосинус (обозначение: {\displaystyle \arccos x;} число, косинус которого равен {\displaystyle x} и т. д.)
- арктангенс (обозначение: {\displaystyle \operatorname {arctg} x}; в иностранной литературе {\displaystyle \arctan x})
- арккотангенс (обозначение: {\displaystyle \operatorname {arcctg} x}; в иностранной литературе {\displaystyle \operatorname {arccot} x} или (намного реже) {\displaystyle \operatorname {arccotan} x})
- арксеканс (обозначение: {\displaystyle \operatorname {arcsec} x})
- арккосеканс (обозначение: {\displaystyle \operatorname {arccosec} x}; в иностранной литературе {\displaystyle \operatorname {arccsc} x})

Название обратной тригонометрической функции образуется от названия соответствующей ей тригонометрической функции добавлением приставки «арк-» (от лат. arcus — дуга). Это связано с тем, что геометрически значение обратной тригонометрической функции можно связать с длиной дуги единичной окружности (или углом, стягивающим эту дугу), соответствующей тому или иному отрезку. Так, обычный синус позволяет по дуге окружности найти стягивающую её хорду, а обратная функция решает противоположную задачу. Манера обозначать таким образом обратные тригонометрических функции появилась у австрийского математика XVIII века Карла Шерфера и закрепилась благодаря Лагранжу. Впервые специальный символ для обратной тригонометрической функции использовал Даниил Бернулли в 1729 году. Английская и немецкая математические школы до конца XIX века предлагали иные обозначения: {\displaystyle \sin ^{-1},{\frac {1}{\sin }},} но они не прижились.
Лишь изредка в иностранной литературе, также как и в научных/инженерных калькуляторах, пользуются обозначениями типа sin−1, cos−1 для арксинуса, арккосинуса и т. п., — такая запись считается не очень удобной, так как возможна путаница с возведением функции в степень −1.
Тригонометрические функции периодичны, поэтому функции, обратные к ним, многозначны. То есть, значение аркфункции представляет собой множество углов (дуг), для которых соответствующая прямая тригонометрическая функция равна заданному числу. Например, {\displaystyle \arcsin 1/2} означает множество углов {\displaystyle \left({\frac {\pi }{6}},{\frac {5\pi }{6}},{\frac {13\pi }{6}},{\frac {17\pi }{6}}\dots ~(30^{\circ },150^{\circ },390^{\circ },510^{\circ }\dots )\right)}, синус которых равен {\displaystyle 1/2}. Из множества значений каждой аркфункции выделяют её главные значения (см. графики главных значений аркфункций ниже), которые обычно и имеют в виду, говоря об арксинусе, арккосинусе и т. д.
В общем случае при условии {\displaystyle -1\leqslant \alpha \leqslant 1} все решения уравнения {\displaystyle \sin x=\alpha } можно представить в виде {\displaystyle x=(-1)^{n}\arcsin \alpha +\pi n,~n=0,\pm 1,\pm 2,\dots ~.}

## Основное соотношение
{\displaystyle \arcsin x+\arccos x={\frac {\pi }{2}}}
{\displaystyle \operatorname {arctg} \,x+\operatorname {arcctg} \,x={\frac {\pi }{2}}}

## Функция arcsin

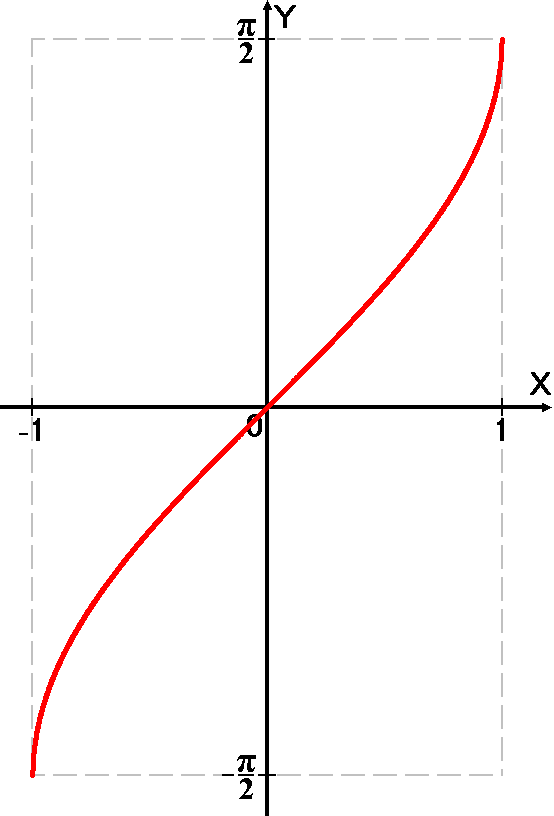
График функции

Аркси́нусом числа x называется такое значение угла y, выраженного в радианах, для которого {\displaystyle \sin y=x,\quad -{\frac {\pi }{2}}\leqslant y\leqslant {\frac {\pi }{2}},\quad |x|\leqslant 1.}
Функция {\displaystyle y=\arcsin x} непрерывна и ограничена на всей своей области определения. Она является строго возрастающей.
- {\displaystyle \sin(\arcsin x)=x\qquad } при {\displaystyle -1\leqslant x\leqslant 1,}
- {\displaystyle \arcsin(\sin y)=y\qquad } при {\displaystyle -{\frac {\pi }{2}}\leqslant y\leqslant {\frac {\pi }{2}},}
- {\displaystyle D(\arcsin x)=[-1;1]\qquad } (область определения),
- {\displaystyle E(\arcsin x)=\left[-{\frac {\pi }{2}};{\frac {\pi }{2}}\right]\qquad } (область значений).

### Свойства функции arcsin
- {\displaystyle \arcsin(-x)=-\arcsin x\qquad } (функция является нечётной).
- {\displaystyle \arcsin x>0} при {\displaystyle 0<x\leqslant 1}.
- {\displaystyle \arcsin x=0} при {\displaystyle x=0.}
- {\displaystyle \arcsin x<0} при {\displaystyle -1\leqslant x<0.}
- {\displaystyle \arcsin x={\frac {\pi }{2}}-\arccos x.}
- {\displaystyle \arcsin x=\left\{{\begin{matrix}\arccos {\sqrt {1-x^{2}}},\qquad 0\leqslant x\leqslant 1\\-\arccos {\sqrt {1-x^{2}}},\qquad -1\leqslant x\leqslant 0\end{matrix}}\right.}
- {\displaystyle \arcsin x=\operatorname {arctg} {\frac {x}{\sqrt {1-x^{2}}}}}
- {\displaystyle \arcsin x=\left\{{\begin{matrix}\operatorname {arcctg} \,{\frac {\sqrt {1-x^{2}}}{x}},\qquad 0<x\leqslant 1\\\operatorname {arcctg} \,{\frac {\sqrt {1-x^{2}}}{x}}-\pi ,\qquad -1\leqslant x<0\end{matrix}}\right.}

### Получение функции arcsin
Дана функция {\displaystyle y=\sin x}. На всей своей области определения она является кусочно-монотонной, и, значит, на всей числовой прямой обратное соответствие {\displaystyle y=\arcsin x} функцией не является. Поэтому рассмотрим отрезок {\displaystyle [-\pi /2;\pi /2]}, на котором функция {\displaystyle y=\sin x} строго монотонно возрастает и принимает все значения своей области значений только один раз. Тогда на отрезке {\displaystyle [-\pi /2;\pi /2]} существует обратная функция {\displaystyle y=\arcsin x}, график которой симметричен графику функции {\displaystyle y=\sin x} относительно прямой {\displaystyle y=x}.

## Функция arccos

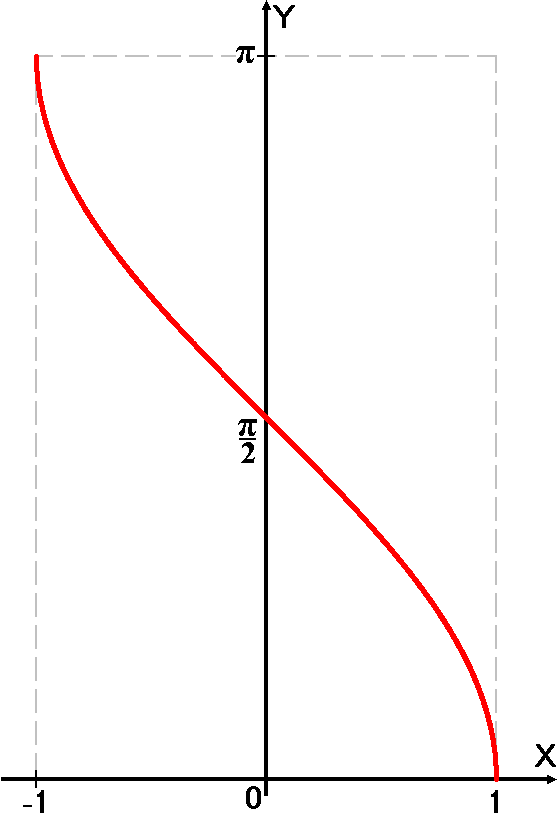
График функции

Аркко́синусом числа x называется такое значение угла y в радианной мере, для которого {\displaystyle \cos y=x,\qquad 0\leqslant y\leqslant \pi ,\quad |x|\leqslant 1.}
Функция {\displaystyle y=\arccos x} непрерывна и ограничена на всей своей области определения. Она является строго убывающей и неотрицательной.
- {\displaystyle \cos(\arccos x)=x} при {\displaystyle -1\leqslant x\leqslant 1,}
- {\displaystyle \arccos(\cos y)=y} при {\displaystyle 0\leqslant y\leqslant \pi .}
- {\displaystyle D(\arccos x)=[-1;1]} (область определения),
- {\displaystyle E(\arccos x)=[0;\pi ]} (область значений).

### Свойства функции arccos
- {\displaystyle \arccos(-x)=\pi -\arccos x.} Функция центрально-симметрична относительно точки {\displaystyle \left(0;{\frac {\pi }{2}}\right),} является индифферентной (ни чётной, ни нечётной).
- {\displaystyle \arccos x>0} при {\displaystyle -1\leqslant x<1.}
- {\displaystyle \arccos x=0} при {\displaystyle x=1.}
- {\displaystyle \arccos x={\frac {\pi }{2}}-\arcsin x.}
- {\displaystyle \arccos x=\left\{{\begin{matrix}\arcsin {\sqrt {1-x^{2}}},\qquad 0\leqslant x\leqslant 1\\\pi -\arcsin {\sqrt {1-x^{2}}},\qquad -1\leqslant x\leqslant 0\end{matrix}}\right.}
- {\displaystyle \arccos x=\operatorname {arcctg} {\frac {x}{\sqrt {1-x^{2}}}}}
- {\displaystyle \arccos x=\left\{{\begin{matrix}\operatorname {arctg} \,{\frac {\sqrt {1-x^{2}}}{x}},\qquad 0<x\leqslant 1\\\pi +\operatorname {arctg} \,{\frac {\sqrt {1-x^{2}}}{x}},\qquad -1\leqslant x<0\end{matrix}}\right.}
- {\displaystyle \arccos x=2\arcsin {\sqrt {\frac {1-x}{2}}}}
- {\displaystyle \arccos x=2\arccos {\sqrt {\frac {1+x}{2}}}}
- {\displaystyle \arccos x=2\operatorname {arctg} {\sqrt {\frac {1-x}{1+x}}}=2\operatorname {arctg} {\frac {\sqrt {1-x^{2}}}{1+x}}}

### Получение функции arccos
Дана функция {\displaystyle y=\cos x}. На всей своей области определения она является кусочно-монотонной, и, значит, на всей числовой прямой обратное соответствие {\displaystyle y=\arccos x} функцией не является. Поэтому рассмотрим отрезок {\displaystyle [0;\pi ]}, на котором функция {\displaystyle y=\cos x} строго монотонно убывает и принимает все значения своей области значений только один раз. Тогда на отрезке {\displaystyle [0;\pi ]} существует обратная функция {\displaystyle y=\arccos x}, график которой симметричен графику функции {\displaystyle y=\cos x} относительно прямой {\displaystyle y=x}.

## Функция arctg

График функции

Аркта́нгенсом числа x называется такое значение угла {\displaystyle y,} выраженное в радианах, для которого {\displaystyle \operatorname {tg} y=x,\quad -{\frac {\pi }{2}}<y<{\frac {\pi }{2}}.}
Функция {\displaystyle y=\operatorname {arctg} x} определена на всей числовой прямой, всюду непрерывна и ограничена. Она является строго возрастающей.
- {\displaystyle \operatorname {tg} \,(\operatorname {arctg} \,x)=x} при {\displaystyle x\in \mathbb {R} ,}
- {\displaystyle \operatorname {arctg} \,(\operatorname {tg} \,y)=y} при {\displaystyle -{\frac {\pi }{2}}<y<{\frac {\pi }{2}},}
- {\displaystyle D(\operatorname {arctg} \,x)=(-\infty ;\infty )} (область определения),
- {\displaystyle E(\operatorname {arctg} \,x)=\left(-{\frac {\pi }{2}};{\frac {\pi }{2}}\right)} (область значений).

### Свойства функции arctg
- {\displaystyle \operatorname {arctg} (-x)=-\operatorname {arctg} x\qquad } (функция является нечётной).
- {\displaystyle \operatorname {arctg} x=\arcsin {\frac {x}{\sqrt {1+x^{2}}}}.}
- {\displaystyle \operatorname {arctg} x=\left\{{\begin{matrix}\arccos {\frac {1}{\sqrt {1+x^{2}}}},\qquad x\geqslant 0\\-\arccos {\frac {1}{\sqrt {1+x^{2}}}},\qquad x\leqslant 0\end{matrix}}\right.}
- {\displaystyle \operatorname {arctg} x=2\operatorname {arctg} {\frac {x}{{\sqrt {1+x^{2}}}+1}}=2\operatorname {arctg} {\frac {{\sqrt {1+x^{2}}}-1}{x}}.}
- {\displaystyle \operatorname {arctg} x=\pi /2-\operatorname {arcctg} x.}
- {\displaystyle \operatorname {arctg} x=\left\{{\begin{matrix}\operatorname {arcctg} {\frac {1}{x}},\qquad x>0\\\operatorname {arcctg} {\frac {1}{x}}-\pi ,\qquad x<0\end{matrix}}\right.}
- {\displaystyle \operatorname {arctg} x=-i\operatorname {arth} {ix}}, где {\displaystyle \operatorname {arth} } — обратный гиперболический тангенс, ареатангенс.
- {\displaystyle \operatorname {arth} x=i\operatorname {arctg} {ix}.}

### Получение функции arctg
Дана функция {\displaystyle y=\operatorname {tg} \,x}. На всей своей области определения она является кусочно-монотонной, и, значит, обратное соответствие {\displaystyle y=\operatorname {arctg} \,x} функцией не является. Поэтому рассмотрим интервал {\displaystyle (-\pi /2;\pi /2)}, на котором функция {\displaystyle y=\operatorname {tg} \,x} строго монотонно возрастает и принимает все значения своей области значений только один раз. Тогда на интервале {\displaystyle (-\pi /2;\pi /2)} существует обратная функция {\displaystyle y=\operatorname {arctg} \,x}, график которой симметричен графику функции {\displaystyle y=\operatorname {tg} \,x} относительно прямой {\displaystyle y=x}.

## Функция arcctg

График функции

Арккота́нгенсом числа x называется такое значение угла y (в радианной мере измерения углов), для которого {\displaystyle \operatorname {ctg} \,y=x,\quad 0<y<\pi .}
Функция {\displaystyle y=\operatorname {arcctg} \,x} определена на всей числовой прямой, всюду непрерывна и ограничена. Она является строго убывающей и всюду положительной.
- {\displaystyle \operatorname {ctg} (\operatorname {arcctg} \,x)=x} при {\displaystyle x\in \mathbb {R} ,}
- {\displaystyle \operatorname {arcctg} (\operatorname {ctg} \,y)=y} при {\displaystyle 0<y<\pi ,}
- {\displaystyle D(\operatorname {arcctg} x)=(-\infty ;\infty ),}
- {\displaystyle E(\operatorname {arcctg} x)=(0;\pi ).}

### Свойства функции arcctg
- {\displaystyle \operatorname {arcctg} (-x)=\pi -\operatorname {arcctg} x.} График функции центрально-симметричен относительно точки {\displaystyle \left(0;{\frac {\pi }{2}}\right).} Функция является индифферентной (ни чётной, ни нечётной).
- {\displaystyle \operatorname {arcctg} x>0} при любых {\displaystyle x.}
- {\displaystyle \operatorname {arcctg} x=\arccos {\frac {x}{\sqrt {1+x^{2}}}}.}
- {\displaystyle \operatorname {arcctg} x=\left\{{\begin{matrix}\arcsin {\frac {1}{\sqrt {1+x^{2}}}},\qquad x\geqslant 0\\\pi -\arcsin {\frac {1}{\sqrt {1+x^{2}}}},\qquad x\leqslant 0\end{matrix}}\right.}
- {\displaystyle \operatorname {arcctg} x=2\operatorname {arctg} ({\sqrt {x^{2}+1}}-x)=2\operatorname {arcctg} ({\sqrt {x^{2}+1}}+x).}
- {\displaystyle \operatorname {arcctg} x=\pi /2-\operatorname {arctg} x.}
- {\displaystyle \operatorname {arcctg} x=\left\{{\begin{matrix}\operatorname {arctg} {\frac {1}{x}},\qquad x>0\\\operatorname {arctg} {\frac {1}{x}}+\pi ,\qquad x<0\end{matrix}}\right.}

### Получение функции arcctg
Дана функция {\displaystyle y=\operatorname {ctg} \,x}. На всей своей области определения она является кусочно-монотонной, и, значит, обратное соответствие {\displaystyle y=\operatorname {arcctg} \,x} функцией не является. Поэтому рассмотрим интервал {\displaystyle (0;\pi )}, на котором функция {\displaystyle y=\operatorname {ctg} \,x} строго монотонно убывает и принимает все значения своей области значений только один раз. Тогда на интервале {\displaystyle (0;\pi )} существует обратная функция {\displaystyle y=\operatorname {arcctg} \,x}, график которой симметричен графику функции {\displaystyle y=\operatorname {ctg} \,x} относительно прямой {\displaystyle y=x}.
График арккотангенса получается из графика арктангенса, если последний отразить относительно оси ординат (то есть заменить знак аргумента, {\displaystyle x\rightarrow -x}) и сместить вверх на π/2; это вытекает из вышеупомянутой формулы {\displaystyle \operatorname {arcctg} x=\operatorname {arctg} (-x)+\pi /2.}

## Функция arcsec

График функции

Арксе́кансом числа x называется такое значение угла y (в радианной мере измерения углов), для которого {\displaystyle \sec y=x,\qquad |x|\geqslant 1,\quad 0\leqslant y\leqslant \pi .}
Функция {\displaystyle y=\operatorname {arcsec} x} непрерывна и ограничена на всей своей области определения. Она является строго возрастающей и всюду неотрицательной.
- {\displaystyle \sec(\operatorname {arcsec} x)=x} при {\displaystyle |x|\geqslant 1,}
- {\displaystyle \operatorname {arcsec}(\sec y)=y} при {\displaystyle 0\leqslant y\leqslant \pi .}
- {\displaystyle D(\operatorname {arcsec} x)=(-\infty ;-1]\cup [1,\infty )} (область определения),
- {\displaystyle E(\operatorname {arcsec} x)=[0;{\frac {\pi }{2}})\cup ({\frac {\pi }{2}};\pi ]} (область значений).

### Свойства функции arcsec
- {\displaystyle \operatorname {arcsec}(-x)=\pi -\operatorname {arcsec} x.} График функции центрально-симметричен относительно точки {\displaystyle \left(0;{\frac {\pi }{2}}\right).} Функция является индифферентной (ни чётной, ни нечётной).
- {\displaystyle \operatorname {arcsec} x\geqslant 0} при любых {\displaystyle x.}
- {\displaystyle \operatorname {arcsec} x=\left\{{\begin{matrix}\arcsin {\frac {\sqrt {x^{2}-1}}{x}},\qquad x\geqslant 1\\\pi +\arcsin {\frac {\sqrt {x^{2}-1}}{x}},\qquad x\leqslant -1\end{matrix}}\right.}
- {\displaystyle \operatorname {arcsec} x={\frac {\pi }{2}}-\operatorname {arccosec} x.}
- {\displaystyle \operatorname {arcsec} x=\arccos {\frac {1}{x}}.}

## Функция arccosec

График функции

Арккосе́кансом числа x называется такое значение угла y (в радианной мере измерения углов), для которого {\displaystyle \operatorname {cosec} y=x,\qquad |x|\geqslant 1,\quad -\pi /2\leqslant y\leqslant \pi /2.}
Функция {\displaystyle y=\operatorname {arccosec} x} непрерывна и ограничена на всей своей области определения. Она является строго убывающей.
- {\displaystyle \operatorname {cosec} (\operatorname {arccosec} x)=x} при {\displaystyle |x|\geqslant 1,}
- {\displaystyle \operatorname {arccosec} (\operatorname {cosec} y)=y} при {\displaystyle -\pi /2\leqslant y\leqslant \pi /2.}
- {\displaystyle D(\operatorname {arccosec} x)=(-\infty ;-1]\cup [1,\infty )} (область определения),
- {\displaystyle E(\operatorname {arccosec} x)=[-{\frac {\pi }{2}};0)\cup (0;{\frac {\pi }{2}}]} (область значений).

### Свойства функции arccosec
- {\displaystyle \operatorname {arccosec} (-x)=-\operatorname {arccosec} x} (функция является нечётной).
- {\displaystyle \operatorname {arccosec} \,x=\operatorname {arctg} {\frac {\operatorname {sgn} x}{\sqrt {x^{2}-1}}}=\left\{{\begin{matrix}\operatorname {arctg} {\frac {1}{\sqrt {x^{2}-1}}},\qquad x>1\\-\operatorname {arctg} {\frac {1}{\sqrt {x^{2}-1}}},\qquad x<-1\end{matrix}}\right.}
- {\displaystyle \operatorname {arccosec} x=\pi /2-\operatorname {arcsec} x.}
- {\displaystyle \operatorname {arccosec} x=\arcsin {\frac {1}{x}}.}

## Разложение в ряды
- {\displaystyle \displaystyle \arcsin x=x+{\frac {x^{3}}{6}}+{\frac {3x^{5}}{40}}+\cdots \ =\sum _{n=0}^{\infty }{\frac {(2n)!}{4^{n}(n!)^{2}(2n+1)}}x^{2n+1}} для всех {\displaystyle \left|x\right|\leq 1}[4]
- {\displaystyle \displaystyle \arccos x={\pi  \over 2}-\arcsin x={\pi  \over 2}-\sum _{n=0}^{\infty }{\frac {(2n)!}{4^{n}(n!)^{2}(2n+1)}}x^{2n+1}} для всех {\displaystyle \left|x\right|\leq 1}
- {\displaystyle \displaystyle \operatorname {arctg} \ x=x-{\frac {x^{3}}{3}}+{\frac {x^{5}}{5}}-\cdots \ =\sum _{n=1}^{\infty }{\frac {(-1)^{n-1}}{2n-1}}x^{2n-1}} для всех {\displaystyle \left|x\right|\leq 1}

## Производные от обратных тригонометрических функций
Все обратные тригонометрические функции бесконечно дифференцируемы в каждой точке своей области определения. Первые производные:
| Функция {\displaystyle f(x)}           | Производная {\displaystyle f'(x)}                    | Примечание |
| -------------------------------------- | ---------------------------------------------------- | --- |

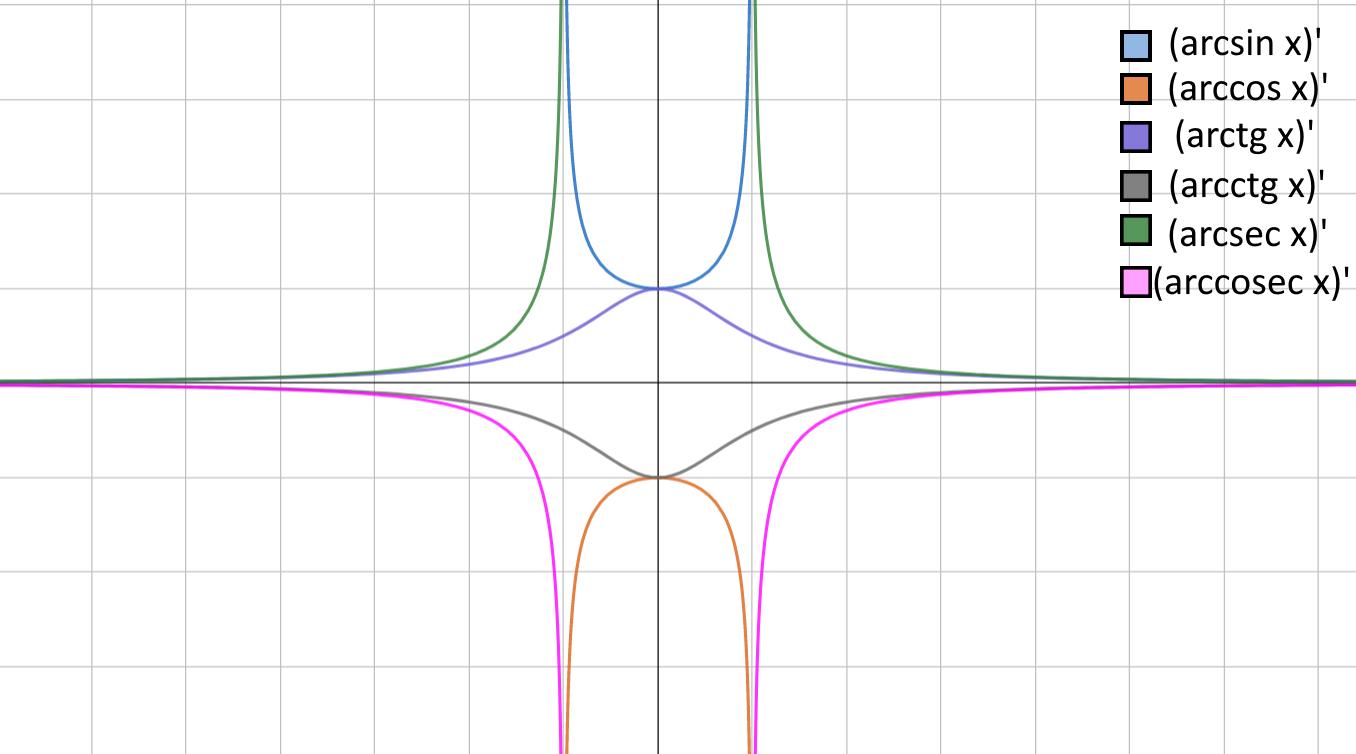
производные обратных тригонометрических функций

| {\displaystyle \arcsin {x}}            | {\displaystyle {\frac {1}{\sqrt {1-x^{2}}}}}         | Доказательство Найти производную арксинуса можно при помощи взаимно обратных функций. {\displaystyle sin(arcsin(x))=x} После чего мы должны взять производную этих обеих функций. {\displaystyle [sin(arcsin(x))]'=x'} {\displaystyle cos(arcsin(x))\cdot (arcsin(x))'=1} Теперь мы должны выразить производную арксинуса. {\displaystyle (arcsin(x))'={\frac {1}{cos(arcsin(x))}}} Исходя из тригонометрического тождества({\displaystyle sin^{2}x+cos^{2}x=1}) — получаем. {\displaystyle (arcsin(x))'={\frac {1}{\pm {\sqrt {1-sin^{2}(arcsin(x))}}}}} Для того, чтобы понять плюс должен стоять или минус взглянем какие значения. {\displaystyle D(cos(x))=[{\frac {\pi }{2}};-{\frac {\pi }{2}}]} Так как косинус находится в 2-й и 4-й четвертях то, получается что косинус положительный. {\displaystyle (arcsin(x))'={\frac {1}{\sqrt {1-sin^{2}(arcsin(x))}}}} Получается. {\displaystyle (arcsin(x))'={\frac {1}{\sqrt {1-x^{2}}}}} |
| {\displaystyle \arccos {x}}            | {\displaystyle -{\frac {1}{\sqrt {1-x^{2}}}}}        | Доказательство Найти производную арккосинуса можно при помощи данного тождества: {\displaystyle arcsin(x)+arccos(x)={\frac {\pi }{2}}} Теперь находим производную обеих частей этого тождества. {\displaystyle [arcsin(x)+arccos(x)]'=({\frac {\pi }{2}})'} {\displaystyle (arcsin(x))'+(arccos(x))'=0} Теперь выражаем производную арккосинуса. {\displaystyle (arccos(x))'=-(arcsin(x))'} Получается. {\displaystyle (arccos(x))'=-{\frac {1}{\sqrt {1-x^{2}}}}} |
| {\displaystyle \mathrm {arctg} \ x}    | {\displaystyle {\frac {1}{1+x^{2}}}}                 | Доказательство Найти производную арктангенса можно при помощи взаимнообратной функции: {\displaystyle tg(arctg(x))=x} Теперь находим производную обеих частей этого тождества. {\displaystyle [tg(arctg(x))]'=1} {\displaystyle {\frac {1}{cos^{2}(arctg(x))}}\cdot (arctg(x))'=1} Теперь мы должны выразить производную арктангенса: {\displaystyle (arctg(x))'=cos^{2}(arctg(x))} Теперь на помощь нам придет на помощь тождество({\displaystyle cos(x)={\frac {1}{\sqrt {1+tg^{2}(x)}}}}): {\displaystyle (arctg(x))'=({\frac {1}{\sqrt {1+tg^{2}(arctg(x))}}})^{2}} Получается. {\displaystyle (arctg(x))'={\frac {1}{1+x^{2}}}} |
| {\displaystyle \mathrm {arcctg} \ x}   | {\displaystyle -{\frac {1}{1+x^{2}}}}                | Доказательство Найти производную арккотангенса можно при помощи данного тождества: {\displaystyle arctg(x)+arcctg(x)={\frac {\pi }{2}}} Теперь находим производную обеих частей этого тождества. {\displaystyle [arctg(x)+arcctg(x)]'=({\frac {\pi }{2}})'} {\displaystyle (arctg(x))'+(arcctg(x))'=0} Теперь выражаем производную арккотангенса. {\displaystyle (arcctg(x))'=-(arctg(x))'} Получается. {\displaystyle (arcctg(x))'=-{\frac {1}{1+x^{2}}}} |
| {\displaystyle \mathrm {arcsec} \ x}   | {\displaystyle {\frac {1}{\|x\|{\sqrt {x^{2}-1}}}}}  | Доказательство Найти производную арксеканса можно при помощи тождества: {\displaystyle arcsec(x)=arccos({\frac {1}{x}})} Теперь находим производную обеих частей этого тождества. {\displaystyle (arcsec(x))'=(arccos({\frac {1}{x}}))'} {\displaystyle (arcsec(x))'=-{\frac {1}{\sqrt {1-{\frac {1}{x^{2}}}}}}\cdot (-{\frac {1}{x^{2}}})} {\displaystyle (arcsec(x))'={\frac {1}{x^{2}{\sqrt {\frac {x^{2}-1}{x^{2}}}}}}} {\displaystyle (arcsec(x))'={\frac {1}{x^{2}{\frac {\sqrt {x^{2}-1}}{\|x\|}}}}} Получается. {\displaystyle (arcsec(x))'={\frac {1}{\|x\|{\sqrt {x^{2}-1}}}}} |
| {\displaystyle \mathrm {arccosec} \ x} | {\displaystyle -{\frac {1}{\|x\|{\sqrt {x^{2}-1}}}}} | Доказательство Найти производную арккосеканса можно при помощи данного тождества: {\displaystyle arccosec(x)+arcsec(x)={\frac {\pi }{2}}} Теперь находим производную обеих частей этого тождества. {\displaystyle [arccosec(x)+arcsec(x)]'=({\frac {\pi }{2}})'} {\displaystyle (arccosec(x))'+(arcsec(x))'=0} Теперь выражаем производную арккосинуса. {\displaystyle (arccosec(x))'=-(arcsec(x))'} Получается. {\displaystyle (arccosec(x))'=-{\frac {1}{\|x\|{\sqrt {x^{2}-1}}}}} |

## Интегралы от обратных тригонометрических функций

### Неопределённые интегралы
Для действительных и комплексных x:
{\displaystyle {\begin{aligned}\int \arcsin x\,dx&{}=x\,\arcsin x+{\sqrt {1-x^{2}}}+C,\\\int \arccos x\,dx&{}=x\,\arccos x-{\sqrt {1-x^{2}}}+C,\\\int \operatorname {arctg} \,x\,dx&{}=x\,\operatorname {arctg} \,x-{\frac {1}{2}}\ln \left(1+x^{2}\right)+C,\\\int \operatorname {arcctg} \,x\,dx&{}=x\,\operatorname {arcctg} \,x+{\frac {1}{2}}\ln \left(1+x^{2}\right)+C,\\\int \operatorname {arcsec} x\,dx&{}=x\,\operatorname {arcsec} x-\ln \left(x\left(1+{\sqrt {{x^{2}-1} \over x^{2}}}\,\right)\!\right)+C,\\\int \operatorname {arccosec} \,x\,dx&{}=x\,\operatorname {arccosec} \,x+\ln \left(x\left(1+{\sqrt {{x^{2}-1} \over x^{2}}}\,\right)\!\right)+C.\end{aligned}}}
Для действительных x ≥ 1:
{\displaystyle {\begin{aligned}\int \operatorname {arcsec} x\,dx&{}=x\,\operatorname {arcsec} x-\ln \left(x+{\sqrt {x^{2}-1}}\right)+C,\\\int \operatorname {arccosec} \,x\,dx&{}=x\,\operatorname {arccosec} \,x+\ln \left(x+{\sqrt {x^{2}-1}}\right)+C.\end{aligned}}}
 См. также Список интегралов от обратных тригонометрических функций 

## Использование в геометрии

Прямоугольный треугольник ABC

Обратные тригонометрические функции используются для вычисления углов треугольника, если известны его стороны, например, с помощью теоремы косинусов.
В прямоугольном треугольнике эти функции от отношений сторон сразу дают угол.
Так, если катет длины {\displaystyle a} является противолежащим для угла {\displaystyle \alpha }, то
{\displaystyle \alpha =\arcsin(a/c)=\arccos(b/c)=\operatorname {arctg} (a/b)=\operatorname {arccosec} (c/a)=\operatorname {arcsec}(c/b)=\operatorname {arcctg} (b/a).}

## Связь с натуральным логарифмом
Для вычисления значений обратных тригонометрических функций от комплексного аргумента удобно использовать формулы, выражающие их через натуральный логарифм:
{\displaystyle \arcsin z=-i\ln(iz+{\sqrt {1-z^{2}}})={\frac {\pi }{2}}+i\ln(z+{\sqrt {z^{2}-1}})=-i\operatorname {arsh} \,iz,}
{\displaystyle \arccos z={\dfrac {\pi }{2}}+i\ln(iz+{\sqrt {1-z^{2}}})=-i\operatorname {arch} z,}
{\displaystyle \operatorname {arctg} z={\dfrac {i}{2}}(\ln(1-iz)-\ln(1+iz))=-i\operatorname {arth} iz,}
{\displaystyle \operatorname {arcctg} z={\dfrac {i}{2}}\left(\ln \left({\dfrac {z-i}{z}}\right)-\ln \left({\dfrac {z+i}{z}}\right)\right)=i\operatorname {arcth} iz,}
{\displaystyle \operatorname {arcsec} z=\arccos \left(z^{-1}\right)={\dfrac {\pi }{2}}+i\ln \left({\sqrt {1+{\dfrac {1}{z^{2}}}}}+{\dfrac {1}{z}}\right),}
{\displaystyle \operatorname {arccosec} z=\arcsin \left(z^{-1}\right)=-i\ln \left({\sqrt {1-{\dfrac {1}{z^{2}}}}}+{\dfrac {i}{z}}\right).}